# La 359e Section
Pour plus de détails, voir Fiche technique et Distribution.
La 359e Section (...А зори здесь тихие, ...A zori zdes tikhie) ou Ici les aubes sont calmes est un film soviétique réalisé par Stanislav Rostotski, sorti en 1972. Il s'agit d'une adaptation du roman Ici les aubes sont plus douces de Boris Vassiliev paru pour la première fois en 1969 dans la revue Iounost.

## Synopsis
Première partieDans les deuxièmes lignes
Pendant la Grande guerre patriotique, en Carélie, un hameau au bord d'un lac a été aménagé en poste avancé de défense anti-aérienne. Les soldats, logés chez les habitantes car leurs maris ont été envoyés au front, je suppose, ont été accueillis avec une sollicitude telle qu'ils se sont parfaitement adaptés à leur nouvelle condition. Aussi quand le commandant vient en inspection, il est ahuri par le laisser aller puis furieux. À l'adjudant-chef qui lui fait observer qu'il faudrait mieux choisir ceux qu'il envoie, il répond en mutant tous les soldats sauf Vaskov qui restera responsable du poste et ne trouvant pas de peloton d'ennuques dans l'Armée rouge, il envoie les pelotons 1 et 2 de la 5e compagnie de bataillon de défense anti-aérienne composés exclusivement de femmes et de jeunes filles.
Le quotidien de l'adjudant-chef Vaskov va s'en trouver transformé car toutes ces jeunes filles et ces femmes en ont vu d'autres. Certes, elles obéïssent aux ordres bien qu'elles émettent des points de vue inédits, mais elles ont des besoins et une culture féminins. Il doit passer sur certaines allusions et provocations car il est localement l'unique représentant de l'espèce mâle et les combattantes en ont des idées très variées. Heureusement, il est secondé par une chef de section avertie qui remet tout en ordre quand c'est nécessaire. Lorsque le village est attaqué par deux Messerschmitt, il peut apprécier leur courage et leur compétence militaires; un avion est abattu et un des deux pilotes qui sautait en parachute est tué inutilement. La responsable de cet écart a des comptes à régler avec l'envahisseur car comme la plupart d'entre elles, avec l'agression, leur jeunesse, leur famille, leurs relations amoureuses, leur vie de mère ont été brisés. Des séquences en couleur exposent leurs rêves et leur passé tout comme, en noir et blanc, les échanges qu'elles ont dans leur vie quotidienne nous renseignent sur leur histoire.
Rita Ossianina, clandestinement, la nuit, rend visite à sa mère gravement malade et à son fils Igor (On n'apprend l'objet de ces escapades que vers la fin de la deuxième partie). Un beau matin, en rentrant au cantonnement, elle surprend deux soldats allemands en reconnaissance. Alerté l'adjudant-chef Vaskov organise avec cinq combattantes, une patrouille qui a pour objectif de les capturer ou de les supprimer. Ce n'est pas deux allemands qu'ils vont rencontrer mais un commando de seize hommes.
Deuxième partieUn combat d'intérêt local
Vaskov découvrant leur infériorité numérique et par conséquent leur infériorité en puissance de tir et en équipement envoie Britchkina pour prévenir le cantonnement du nouveau rapport de forces et obtenir des renforts. Malheureusement, celle-ci, en traversant le marécage, surprise par un dégagement de méthane, perd l'équilibre et est engloutie par la fange.
Pendant ce temps Vaskov et les quatre combattantes essaient de détourner la patrouille allemande qui semble-t-il ne veut pas être repérée, en faisant croire qu'elle a sur son chemin un groupe important de bûcheronnes qui est sur le point de recevoir des renforts. Hélas, il n'en est rien et les seize bivouaquent non loin de là. En s'approchant pour les surveiller, Vaskov oublie sa blague à tabac. Gurwicz fait demi-tour pour aller la chercher mais, surprise, elle est poignardée par un des deux soldats allemands en reconnaissance. Ceux-ci, repérés par l'adjudant-chef et Komelkova sont tués à leur tour dans une embuscade.
Dans la forêt, le petit groupe tombe sur la patrouille allemande et le combat contre l'envahisseur est engagé. L'ennemi se replie mais paralysée par la peur, Demikopeck n'a pas pris part à l'affrontement. On apprend qu'elle est trop jeune pour être combattante car elle a devancé l'appel en se vieillissant pour être engagée. Peu après deux soldats allemands passant près d'elle l'abattent car prise de panique, elle est sortie de sa cachette. Vaskov les mitraille ce qui attire le reste de la troupe ennemie. Vaskov pour épargner les deux combattantes survivantes s'enfuit à travers la forêt et parvient à attirer l'ennemi dans son sillage. Il arrive près d'une cabane qui sert de base au commando allemand et après avoir supprimé un des deux soldats qui gardait le lieu, il rejoint Komelkova et Ossianina.
Tous les trois ils tentent d'arrêter la progression du groupe ennemi mais au cours de l'engagement, Rita est blessée et Vaskov doit la soigner. Cernés, Komelkova emploie la même tactique que l'adjudant-chef avait employée auparavant. Elle s'enfuit dans la forêt en tirant sur ses poursuivants. À court de munitions, elle offre son corps aux balles ennemies.
Vaskov ayant fait ce qu'il pouvait pour Rita, la dissimule en attendant l'arrivée des secours mais celle-ci se suicide. Seul rescapé du massacre, désespéré, il se rend au repaire ennemi, exécute ceux qui tentaient de résister et capture trois survivants pour les ramener dans ses lignes. À bout de forces il est secouru in extremis.
Le film se termine avec une séquence en couleurs montrant Vaskov âgé, en compagnie d'Igor, le fils de Rita qu'il a adopté, fleurissant la plaque commémorative avec les noms des cinq combattantes qui comme beaucoup d'autres en de nombreux lieux, ont donné leur vie pour que le sol de la mère patrie ne soit pas violé.

## Fiche technique
- Titre français : Ici les aubes sont calmes récemment rebaptisé La 359e section
- Titre original : А зори здесь тихие
- Réalisation : Stanislav Rostotski
- Scénario : Stanislav Rostotski et Boris Vassiliev d'après son roman Ici les aubes sont plus douces
- Photographie : Viatcheslav Choumski
- Son : Igor Strokanov
- Montage : Valentina Mironova
- Décors : Sergueï Serebrennikov
- Costumes : Valentina Fiodorovna (préposée aux costumes)
- Musique : Kiril Moltchanov
- Collaborateur militaire : Commandant Zaïtsev
- Sous titres français : Alexandre Karvovski pour le DVD
- Société de production : Studios Maxime Gorki de Moscou
- Pays d'origine : République socialiste fédérative soviétique de Russie
- Dates de sortie :
  -  Union soviétique : 1972
  -  Allemagne de l'Est : 4 mai 1973
- Format : noir et blanc, couleurs - 35 mm - 2,35:1 (Sovscope) - Mono
- Genre : drame de guerre
- Durée : 157 minutes pour le DVD

## Distribution
- Victor Avdiouchko : commandant adjoint d'un peloton militaire
- Irina Chevtchouk : Marguerite Ossianina dite Rita
- Irina Dolganova : Sonia Gurvich, l'interprète
- Elena Drapeko : Lisabeth Britchkina dite Lisa
- Nina Emelianova :
- Vladimir Ivachov : l'invité de Britchkina
- Shenja Kirjanowa :
- Irina Kmit : tireur de canon antiaérien
- Igor Kostolevski : Micha, camarade d'études de Sonia Gourvitch
- Ekaterina Markova : Galia Demikopeck
- Gueorgui Martyniouk : Louzine
- Andreï Martynov : l'adjudant-chef Vaskov appelé aussi Fedote Evgrafovitch voir Fédia
- Alla Mechtcheriakova : Maria Nikiforovna
- Olga Ostrooumova : Genia Komelkova
- Gotlib Roninson :
- Iouri Sorkine :
- Kirill Stoliarov : Sergueï
- Alexeï Tchernov :
- Boris Tokarev : l'époux de Rita
- Lioudmila Zaïtseva : le sergent Kirjanova

## Distinctions
- 1972 : Prix des participants de la Biennale de Venise
- 1972 : Nommé pour l'Oscar du meilleur film en langue étrangère à la 45e cérémonie des Oscars

## Box-office
- No 1 du box office pour l'année 1973 avec 66 millions de spectateurs en URSS.

## Autour du film
- Une première adaptation en a été fait pour la télévision en 1970.
- Les renseignements qui suivent ont été sélectionnés dans les bonus du DVD édité par R.U.S.C.I.C.O.
- Ce film a été tourné en Carélie dans les environs de Petrozavodsk pendant la période des nuits blanches.
- Dans les marécages, les acteurs portaient des habits étanches tout comme le réalisateur qui partageait leurs épreuves malgré sa prothèse de la jambe qui lui montait jusqu'à mi-cuisse, car le tournage durait des douze heures d'affilée.
- Les acteurs interviewés disent à quel point ils étaient imprégnés du souvenir de la guerre en tournant ce film car bien qu'étant nés après la Grande guerre patriotique tout autour d'eux leur rappelait cette tragédie : les parents, les grands parents, les amis, les proches qui avaient participé aux évènements, les ruines où ils allaient jouer et les drames que cela produisait parfois, les innombrables tombes que l'on rencontre partout sur le sol russe qu'ils continuent à fleurir, les débats philosophiques, etc. De plus l'équipe de tournage était toute constituée d'anciens combattants. Dans ces conditions, tous ont bien ressenti que ce film prolongeait la vie de ceux qui avaient disparu dans le conflit et était un hommage à tous ces anonymes.
- Le commandant Zaïtsev a entraîné les actrices aux manœuvres militaires et lorsqu'elles marchaient au pas elles portaient deux briques sur le dos. L'acteur principal a dû s'entraîner au lancer de grenades non sans mal.
- Les acteurs et l'équipe de tournage vivaient près du lac et n'étaient logés à l'hôtel de la ville voisine que pendant le week-end.
- Anecdote : dans le film, l'actrice qui perd sa botte dans le marécage et tombe malade doit être soignée par Vaskov. Elle doit boire l'eau de la gourde mais le jeu de l'actrice traduisant son dégoût pour cette boisson, on remplace ce liquide par de la vodka. Comme la scène est reprise 5 ou 6 fois, l'actrice termine ivre ce qui permet de donner plus d'authenticité au plan.
- On apprend au cours de l'interview de Madame Chevtchouk, car cela n'est pas développé dans le film, que les femmes n'étaient pas mobilisées pendant la guerre mais que si elles voulaient être servantes dans la DCA, infirmières, médecins, pilotes, etc. elles devaient être volontaires.